# تريسي شوفالييه
تريسي شوفالييه (بالإنجليزية: Tracy Chevalier) (و. 1962  م) هي كاتِبة، وروائية، وكاتبة سيناريو أمريكية، ولدت في واشنطن العاصمة، وهي عضوةٌ في الجمعية الملكية للأدب.

## التعليم
تعلمت في كلية أوبرلين، وجامعة إيست أنجليا، وثانوية بيثيسدا تشيفي تشيس ‏.

## جوائز
حصلت على جوائز منها:
- زميل في الجمعية الملكية للأدب.

## وصلات خارجية
- تريسي شوفالييه على موقع IMDb (الإنجليزية)
- تريسي شوفالييه على موقع ألو سيني (الفرنسية)
- تريسي شوفالييه على موقع أول موفي (الإنجليزية)
- تريسي شوفالييه على موقع قاعدة بيانات الأفلام السويدية (السويدية)
- تريسي شوفالييه على موقع إن إن دي بي (الإنجليزية)
- تريسي شوفالييه على موقع ديسكوغز (الإنجليزية)
- تريسي شوفالييه على موقع قاعدة بيانات الفيلم (الإنجليزية)
- تريسي شوفالييه على موقع كينوبويسك (الروسية)
- تريسي شوفالييه على موقع كينوبويسك (الروسية)